# 電撃戦 (デイトン)
電撃戦（でんげきせん）はレン・デイトンによって書かれた、第一次世界大戦直後のドイツの混乱期からダンケルクの戦いまでを描いたノンフィクション作品。
原題は『BLITZKREIG - From the Rise of Hitler to the Fall of Dunkirk -』で、1979年に Jonathan Cape 社で刊行。
著者デイトン曰く「戦史上これこそが唯一の本当の電撃戦の例として残っている」（第四部　ムーズ川をめぐる戦い、p320）として1940年のフランス侵攻を詳細に記述している。
日本語訳
- 『電撃戦』 喜多迅鷹訳、早川書房、1989年。ハヤカワ文庫、1994年

（第一部）「ヒトラーとその軍隊」…第一次世界大戦後のドイツの状況からナチスの台頭、そしてその後のドイツ陸軍の状況
（第二部）「戦争するヒトラー」…ヒトラーの外交と各国の状況
（第三部）「電撃戦-その武器と方法」…電撃戦を形作る陸軍・空軍及び各国の軍事情勢の分析
（第四部）「ムーズ川をめぐる戦い」…フランス侵攻の前段
（第五部）「ひびの入った勝利」…後半からダンケルクに至る戦い、そしてこの戦争の総括